# 秋山瑞人
秋山 瑞人（あきやま みずひと、1971年〈昭和46年〉10月26日 -）は、日本の小説家。

## 概要
山梨県出身。町の電気屋に生まれる。法政大学社会学部卒業。法政大学在学中、金原瑞人の小説創作ゼミに在籍。「瑞人」のペンネームは指導教授の名前にちなむ。
卒業後、コンピュータ会社に勤務。ゼミの先輩でゲーム会社に就職していた古橋秀之が作家デビューしたことに刺激されて、自作を電撃ゲーム小説大賞へ応募。締切を過ぎてしまい選考対象より漏れるが、作品が編集者の目にとまる。
デビューは『EGコンバット』（1998年 / メディアワークス）。以後は、SF、ライトノベルを中心に執筆活動を行っている。『イリヤの空、UFOの夏』により一躍有名になった。2006年8月に発売された電撃hpで、古橋秀之とのシェアワールド企画『龍盤七朝』が発表され、hp誌上で『龍盤七朝 DRAGONBUSTER』の短期集中連載を開始した。
2003年には「おれはミサイル」で日本短編部門で星雲賞を受賞。収録されている『ゼロ年代SF傑作選』では同人誌に葵星円の名義を語ることからブルース・スターリングに影響を受けていると解説されている。『イリヤの空、UFOの夏』ではオカルト全般の研究家として葵星円という人物が登場している。
秋山完と並べて「ダブル秋山」と称されることがある。
遅筆作家としても有名で、金原瑞人に心配されるほどである。『SFマガジン創刊700号記念アンソロジー』では「寡作をもって知られ」ると紹介された。
独特の軽快さを持つ文体は非常に評価が高く、「瑞っ子」と呼ばれる熱烈なファンが多数存在する。

## 作品リスト

### 単著
- E.G.コンバット（1998年6月 - 電撃文庫 既刊3巻）
- 鉄コミュニケイション（1998年10月 - 1999年3月 電撃文庫 全2巻）
- 猫の地球儀（2000年1月 - 2000年4月 電撃文庫 全2巻）
- イリヤの空、UFOの夏（2001年10月 - 2003年8月 電撃文庫 全4巻）
- ミナミノミナミノ（2005年1月 - 電撃文庫 既刊1巻）
- 龍盤七朝 DRAGONBUSTER（2008年5月 - 電撃文庫 既刊2巻）

### アンソロジー収録
- おれはミサイル （初出: 『SFマガジン』2002年2月号、2002年5月号）
  - 『ゼロ年代SF傑作選』（2010年2月 ハヤカワ文庫JA）／『コレクション 戦争×文学 5 イマジネーションの戦争』（2011年9月 集英社）
- 海原の用心棒 （初出: 『SFマガジン』2003年12月号、2004年4月号、2004年6月号）
  - 『SFマガジン700【国内編】 創刊700号記念アンソロジー』（2014年5月 ハヤカワ文庫SF）

### 同人誌
葵星円（ブルー・スター・リング）名義での著作
- 電気椅子（ペンタグラム7号掲載）
- 数値記憶（ペンタグラム8号掲載）
- 猫の地球儀（ペンタグラム9号掲載）
- 鼠と猫のゲーム（ペンタグラム10号掲載）
- 霊蒼--GRAY BLUE--（ペンタグラム12号掲載）
- さよならササヅカ（ペンタグラム13号掲載）
- BLACK MAZIC（ペンタグラム14号掲載）